# Płock Radziwie
Płock Radziwie – stacja kolejowa w Płocku, w dzielnicy Radziwie, w województwie mazowieckim, w Polsce.

## Ruch pasażerski
| Rok  | Wymiana pasażerska na dobę |
| ---- | -------------------------- |
| 2017 | 0-9                        |
| 2022 | 10-19                      |

9 lutego 1984 r. na stacji miał miejsce wypadek kolejowy.

## Połączenia[4]
Obecnie stacja Płock Radziwie obsługuje jeden pociąg regionalny Kolei Mazowieckich relacji Kutno – Gostynin – Płock Radziwie – Płock – Sierpc (R31).
| Linia | Przewoźnik         | Trasa |
| R31   | Koleje Mazowieckie | Kutno – Kutno Azory – Raciborów Kutnowski – Strzelce Kujawskie – Sierakówek – Gostynin – Rogożew – Łąck – Płock Radziwie – Płock – Płock Trzepowo – Proboszczewice Płockie – Gozdowo – Susk – Sierpc |